# Abbaye de la Maigrauge

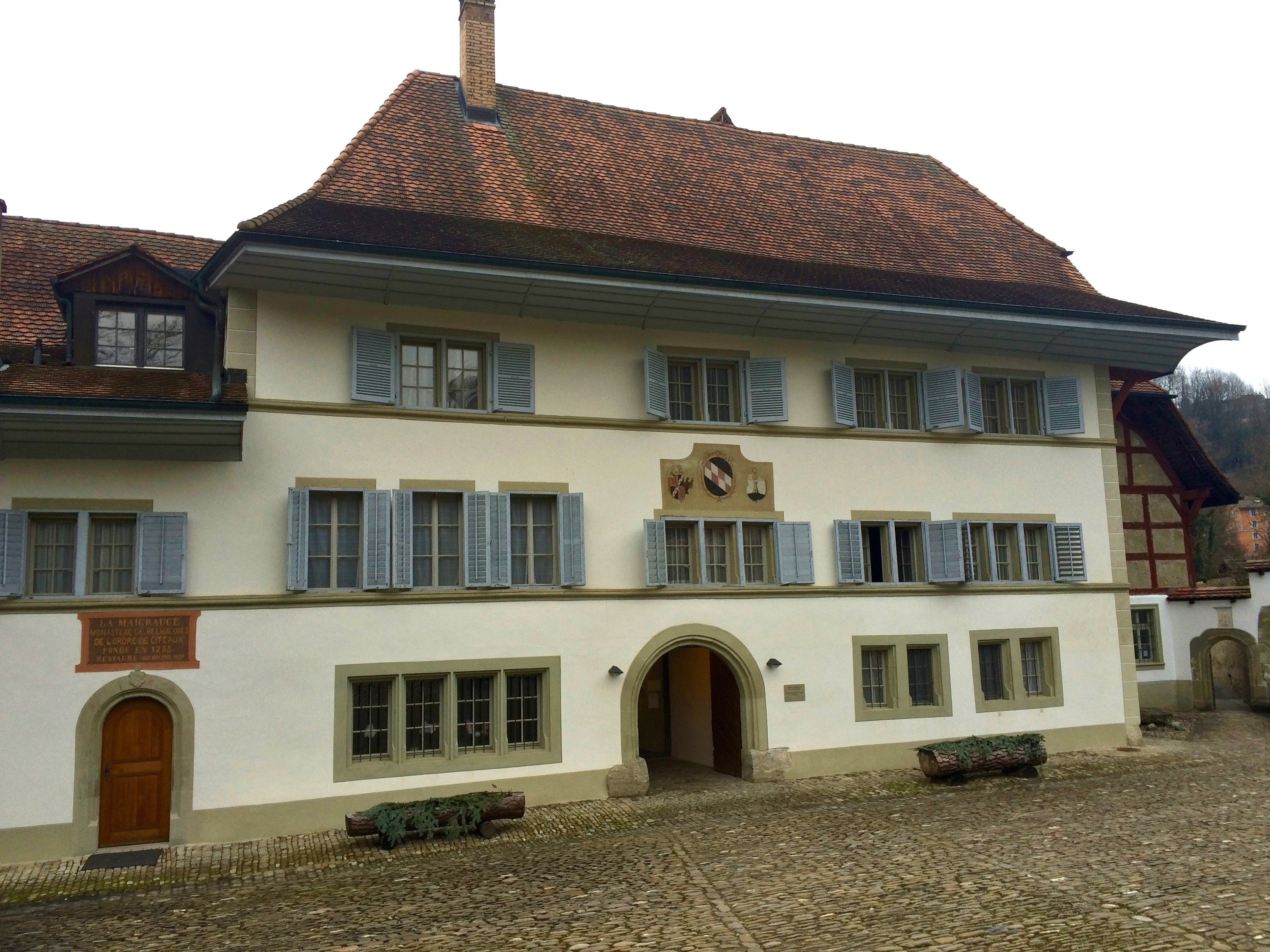
Bâtiment principal de l'Abbaye

L'abbaye de la Maigrauge est une abbaye de moniales cisterciennes fondée en 1255 à Fribourg en Suisse. Elle fait partie du diocèse de Lausanne, Genève et Fribourg. 
Fondée à Fribourg en 1255 au bord de la Sarine par une femme du nom de Richinza ou Richenza, elle adopta la règle de Cîteaux et fut affiliée à l'ordre des cisterciens en 1261, ordre auquel elle appartient toujours. La construction des bâtiments conventuels s'est échelonnée jusqu'en 1284. L'église construite selon le style des églises cisterciennes de Bourgogne dont en particulier l'église de l'abbaye d'Hauterive, est inaugurée en 1284.
Les bâtiments conventuels ont été reconstruits en 1660, à la suite de l'incendie qui ravagea une grande partie du monastère. De nos jours donc, l'abbaye offre l'image de son église du XIIIe siècle et de ses bâtiments conventuels datant du XVIIe siècle. 
Anne-Elisabeth Gottrau compte parmi les abbesses de l'abbaye de 1654 à 1657. 
L'abbaye accueille aujourd'hui une dizaine de moniales sous la houlette de la mère abbesse Marie-Agnès Berger.

## Origines
Au milieu des années 1250, un petit groupe de femmes se réunissent dans la région de Fribourg pour vivre une vie spirituelle guidée par les règles de l'ordre de Saint-Benoît. Elles ne sont vraisemblablement ni béguines ni aristocrates, comme d'autres fondatrices de monastères ont pu l'être. Leurs noms ne sont pas restés dans l'histoire. Elles obtiennent la permission de former une communauté religieuse par le curé de Tavel selon un document daté du 3 juillet 1255, date qu'elles considèrent comme la date de leur fondation. La communauté est autorisée à vivre à l'ouest de la paroisse, dans un lieu isolé et inhospitalier, entouré de montagnes appelé Richenza.
Quatre années plus tard, la petite communauté ecclésiastique obtient le terrain qu'elle occupe, dès lors appelé Auge maigre (français : vallée étroite) par le seigneur local, le comte Hartmann V de Kibourg. En 1261, la communauté est admise dans l'ordre cistercien juste dix ans après que le Pape a accédé à la demande des moines de l'ordre pour qu'aucune nouvelle fondation de nonnes cisterciennes ne soit admise. Elles s'établissent comme une dépendance du monastère masculin de l'abbaye d'Hauterive, une relation qui se poursuit jusqu'au XXIe siècle. 
Le monastère est le premier monastère pour moniales de Fribourg, et le reste jusqu'au XVIIe siècle. Les archives montrent que les religieuses prennent en charge l'éducation de jeunes filles, et ceci, combiné aux dots des novices admises, permet au monastère d'étendre lentement son patrimoine. Il y a des périodes de pauvreté malgré cela, quand des nouvelles novices arrivent sans faire de donations au monastère. Le monastère continue malgré tout de se développer.

## Patrimoine
Dans l'église abbatiale, se trouve un Christ au tombeau du premier tiers du XIVe siècle. La statue de 155 cm, en bois, recouverte d'une toile sur laquelle de la polychromie a été exécutée, est couchée dans un sépulcre en forme d'arche de bois peint.

## Liste des abbesses
- 1255 : Richinza[4]
- 1263 : Clementissa[5]
- 1267 : Antonia[5]
- 1275 : Bechina[5]
- 1299 : Agnes[5]
- 1303/1304 : Nicholeta[5]
- 1305/1306 : Isabelle von Wippingen[6]
- 1314/1315 : Anna von Estavayer[6]
- 1326 - 1330 : Margaretha von Neuenburg[6]
- 1338 : Alexia[6]
- 1340/1341 : Aline von Spins[7]
- 1346 : Anna[7]
- 1347 : Anna von Corpastour[7]
- 1360/1361 - 1362 : Agnes Dives[7]
- 1377 - 1400 : Alexia d'Estavayer[8]
- 1403/1404 - 1411 : Isabelle d'Avenches[8]
- 1416 - 1417 : Agnelette des Prumiers[9]
- 1422 - 1424 : Marguerite de Chénens[10]
- 1425 - 1441 : Marguerite de Pont[11]
- 1445 - 1474 : Marguerite d'Illens[12]
- 1475 - 1482 : Antonie Chauce[13]
- 1487 : Anne de Vufflens[14]
- 1491 : Jeanne de Colombier[14]
- 1495 - 1505 : Elisabeth de Praroman[14]
- 1506 - 1513 : Marguerite Adam[14]
- 1513, ... - 1540 : Anne de Praroman[15]
- 1520 - 1522 : Anne de Billens[16]
- 1541 - 1556 : Anne Müllibach[17]
- 1556 - 1572 : Thekla Frytag[17]
- 1572 - 1584 : Anne Copet[17]
- 1584 - 1607 : Guillauma Dupasquier[18]
- 1607 - 1654 : Anna Techtermann[19]
- 1654 - 1657 : Anne-Elisabeth Gottrau[20],[21]
- 1657 - 1667 : Apollonie Haberkorn[20]
- 1667 - 1682 : Marie-Benoîte Techtermann[20]
- 1682 - 1702 : Marie-Jeanne-Baptiste Philot[22]
- 1702 - 1711 : Marie-Madeleine de Reynold[23]
- 1711 - 1714 : Marie-Colombe Haberkorn[23]
- 1714 - 1729 : Marie-Jeanne-Baptiste Schröter[23]
- 1729 - 1760 : Marie-Reine-Généreuse Python[24]
- 1760 - 1767 : Marie-Victoire-Bernarde de Montenach[25]
- 1767 - 1796 : Marie-Bernardine Techtermann[26]
- 1796 - 1821 : Marie-Benoîte Schröter[27]
- 1821 - 1838 : Marie-Louise Glasson[27]
- 1838 - 1849 : Marie-Bernardine Castella[27]
- 1849 - 1852 : Roberta Clerc[28]
- 1852 - 1862 : Marie-Euphrasie Delpech[28]
- 1862 - 1877 : Marie-Madeleine Berchtold[28]
- 1877 - 1888 : Marie-Scholastique Thürler[28]
- 1888 - 1915 : Marie-Joseph Girod[29]
- 1915 - 1954 : Jeanne-Marie Comte[29]
- 1954 - 1974 : Marie-Emmanuel Dupraz[29]
- 1974 - 2011 : Marie-Gertrude Schaller[30]
- 2011 - 2025 : Marianne Zürcher[31]
- depuis 2025 : Marie-Agnès Berger[32]